# 香取廣美
香取 廣美（かとり ひろみ、1978年1月15日 - ）は、東京都出身の女優。身長は158cm、体重は45kg、バスト84cm、ウェスト56cm、ヒップ87cm、靴サイズ23cmである。趣味はテニス、料理。ネオ・エージェンシー所属。

## 出演

### テレビ

#### テレビ朝日
- 金曜ナイトドラマ ああ探偵事務所
- はみだし刑事情熱系 最終章第5話 - 紀子 役
- 木曜ミステリー 異議あり! 女弁護士大岡法江 第1話
- 土曜ワイド劇場 終着駅シリーズ 壁の目
- はぐれ刑事純情派 第10話
- やまない雨はない

##### 仮面ライダーシリーズ
- 仮面ライダーアギト
- 仮面ライダー電王
- 仮面ライダー響鬼 第7話

##### スーパー戦隊シリーズ
- 特捜戦隊デカレンジャー 第17話
- 爆竜戦隊アバレンジャー 第28話
- 忍風戦隊ハリケンジャー

#### TBS系列
- あなたの人生お運びします 第7話 - 柴本冨美子 役
- 愛なんていらねえよ、夏
- ゴッドハンド輝 第1話（2009年4月11日、TBS）

#### フジテレビ系列
- 今週、妻が浮気します 第4,7,8話 - 保育園の先生 役
- Division1 産隆大學慶援團
- 顔
- 僕の生きる道 第2話 - ウェイトレス 役
- クニミツの政
- 恋愛偏差値 第一章
- 金曜エンタテイメント えなりかずきの少年探偵事件でござる!1
- 花嫁とパパ

#### 日本テレビ系列
- 14才の母 第10話 - 看護師B 役
- ハケンの品格 第7話
- 火曜サスペンス劇場 産婦人科医・南雲綾子4
- 踊る!さんま御殿!!

#### テレビ東京系列
- 女と愛とミステリー 松本清張没後10年企画 たづたづし

#### NHK
- さわやか3組
- 第4回アジアフィルムフェスティバル 駆落ち

### 映画
- プラトニックス・セックス

#### Vシネマ
- 鯨道10

### CM
- バンダイ パンツdeスクスク応援キャンペーン
- U-CAN
- 宮城県地球温暖化防止啓蒙

### VP
- ICカード
- 住宅産業研究所
- J-PHONE
- 燃え尽き症候群

### 舞台
- パッチワークステージ（荻窪だるま座）
- 少年ホップステップ
- 傷男
- 朝に死す
- 彼女は行ってしまった